# Herinneringsmedaille aan de VN-operaties in Korea (Frankrijk)
De Herinneringsmedaille aan de VN-operaties in Korea (Frans: Médaille commémorative française des opérations de l'Organisation des Nations unies en Corée) is een Franse onderscheiding. Een groot aantal landen waaronder Frankrijk leverde troepen voor de interventiemacht van de Verenigde Naties in Korea. Noord-Korea was het Zuiden binnengevallen en de Veiligheidsraad van de Verenigde Naties had een mandaat gegeven om die agressie te keren. Frankrijk was op dat moment verwikkeld in de Eerste Indochinese Oorlog en kon niet veel mankracht vrijmaken voor de Koreaanse Oorlog. Daarom stuurde het land slechts 3.421 vrijwilligers uit alle drie de onderdelen van de krijgsmacht. De gevechten waren zwaar; 262 van hen werden gedood, 1008 werden verwond en 7 worden vermist.
De medaille werd op 8 januari 1952 ingesteld door president Vincent Auriol. Om in aanmerking te komen moest men ten minste twee maanden in het Koreaanse gevechtsgebied hebben verbleven. Wanneer men was voorgedragen voor het Franse Oorlogskruis T.O.E. (Frans: Croix de guerre des théâtres d'opérations extérieures) of wegens aan het front opgelopen verwondingen was geëvacueerd werd deze termijn buiten beschouwing gelaten. De medaille werd ook aan buitenlandse militairen toegekend die onder Frans commando hadden gediend. Uiteraard moest hun eigen regering daarmee akkoord zijn gegaan. 
Het Decreet van 12 februari 1952 maakte een uitzondering op de in Frankrijk gangbare praktijk door de gebruikelijke leges voor het verkrijgen van medaille en het bijbehorende diploma kwijt te schelden.
De ronde bronzen medaille werd ontworpen door de heraldicus Robert Louis en gegraveerd door Maurice Delannoy en heeft een diameter van 36 millimeter. Op de voorzijde is het embleem van Zuid-Korea (yin en yang) gecombineerd met vier voorspoedbrengende trigrammen met daarachter de zon afgebeeld. Het embleem is op een bloem en een brandende toorts gelegd. 
De vlammen van deze toorts zijn de verbinding waaraan de medaille is opgehangen. Om de rand van de voorzijde is een lauwerkrans als in de Koreamedaille van de Verenigde Naties gelegd.
De bronzen gesp op het lint is versierd met een pagode.
Op de keerzijde staat "MÉDAILLE" "COMMÉMORATIVE" "FRANÇAISE" "DES OPÉRATIONS" "DE L'ORGANISATION" "DES NATIONS UNIES" "EN CORÉE" binnen het rondschrift "RÉPUBLIQUE FRANÇAISE".
De medaille wordt aan een 39 millimeter breed zijden lint in de kleuren lichtblauw-wit-blauw met brede rood-wit-donkerblauwe biezen gedragen. De kleuren zijn die van de Koreamedaille (lichtblauw) van de Verenigde Naties en de Franse vlag.

## Protocol
Wanneer men op uniformen geen modelversierselen draagt, is een kleine rechthoekige baton in de kleuren van het lint voorgeschreven. De medaille wordt ook als miniatuur gedragen op bijvoorbeeld een rokkostuum. De wet gaf de dragers van de medaille het recht om het lint ook op burgerkleding te dragen.